# Reggie Harding
Reginald "Reggie" Harding (Detroit, Míchigan, 4 de mayo de 1942-Ibíd, 2 de septiembre de 1972) fue un jugador de baloncesto estadounidense que disputó cuatro temporadas en la NBA, además de jugar en la EPBL y la ABA. Con 2,13 metros de estatura, jugaba en la posición de pívot.

## Trayectoria deportiva

### Secundaria
Su etapa de instituto transcurrió en el Detroit Eastern High School y en el Nashville Christian Institute, llegando a promediar en su última temporada 35 puntos, 35 rebotes y 14 tapones por partido.

### Profesional
Fue elegido en la trigésimo primera posición del Draft de la NBA de 1962 por Detroit Pistons, convirtiéndose en el primer jugador en ser elegido en un draft sin pasar por la universidad. Pero las normas de la liga impedían a un jugador participar en la misma sin que hubiese pasado un año desde que dejó el instituto, por lo que pasó un año en la Midwest Professional Basketball League, una liga semiprofesional, en la cual jugó con los Toledo Tartans y los Holland Oilers, promediando en total 9,9 puntos y 7,2 rebotes por partido.
Al año siguiente fue elegido nuevamente por los Detroit Pistons en la cuadragésimo novena posición del Draft de la NBA de 1963, donde jugó tres temporadas, destacando sobre todo en la 1964-65, en la que promedió 12,0 puntos y lideró a su equipo con 11,6 rebotes por partido.
En 1967 fue traspasado a los Chicago Bulls a cambio de una futura ronda del draft, pero solo disputó 14 partidos, en los que promedió 4,6 puntos y 6,7 rebotes.
Tras ser despedido en el mes de diciembre, y tras un breve paso por los Trenton Colonials de la EPBL, pocos días después fichó por los Indiana Pacers de la ABA, donde, actuando como titular, acabó la temporada promediando 13,4 puntos y 13,4 rebotes por partido.

## Estadísticas de su carrera en la NBA y la ABA

### Temporada regular
| Temporada | Edad | Equipo          | Liga  | P   | TIT | MIN  | TC  | TCA  | %TC  | 3P  | 3PA | %3P  | TL  | TLA | %TL  | R.OF. | R.DEF. | REB  | ASIS | ROB | TAP | PER | FP  | PTS  |
| 1963-64   | 21   | Detroit Pistons | NBA   | 39  |     | 29.7 | 4.7 | 11.8 | .400 |     |     |      | 1.6 | 2.5 | .622 |       |        | 10.5 | 1.3  |     |     |     | 3.1 | 11.0 |
| 1964-65   | 22   | Detroit Pistons | NBA   | 78  |     | 34.6 | 5.2 | 12.7 | .410 |     |     |      | 1.6 | 2.7 | .612 |       |        | 11.6 | 2.3  |     |     |     | 3.3 | 12.0 |
| 1966-67   | 24   | Detroit Pistons | NBA   | 74  |     | 18.5 | 2.3 | 5.2  | .449 |     |     |      | 0.9 | 1.4 | .612 |       |        | 6.1  | 1.3  |     |     |     | 2.2 | 5.5  |
| 1967-68   | 25   | TOTAL           | TOTAL | 39  |     | 29.4 | 4.3 | 9.9  | .431 | 0.0 | 0.0 | .000 | 1.8 | 3.2 | .561 |       |        | 11.0 | 1.8  |     |     | 2.0 | 2.4 | 10.3 |
| 1967-68   | 25   | Chicago Bulls   | NBA   | 14  |     | 21.8 | 1.7 | 5.1  | .338 |     |     |      | 1.2 | 2.4 | .515 |       |        | 6.7  | 1.3  |     |     |     | 2.5 | 4.6  |
| 1967-68   | 25   | Indiana Pacers  | ABA   | 25  |     | 33.6 | 5.7 | 12.6 | .452 | 0.0 | 0.0 | .000 | 2.1 | 3.6 | .578 |       |        | 13.4 | 2.1  |     |     | 3.1 | 2.4 | 13.4 |
| Total     |      |                 | TOTAL | 230 |     | 27.7 | 4.0 | 9.6  | .419 | 0.0 | 0.0 | .000 | 1.4 | 2.3 | .602 |       |        | 9.6  | 1.7  |     |     | 3.1 | 2.8 | 9.5  |
|           |      |                 | NBA   | 205 |     | 27.0 | 3.8 | 9.3  | .413 |     |     |      | 1.3 | 2.2 | .607 |       |        | 9.1  | 1.7  |     |     |     | 2.8 | 9.0  |
|           |      |                 | ABA   | 25  |     | 33.6 | 5.7 | 12.6 | .452 | 0.0 | 0.0 | .000 | 2.1 | 3.6 | .578 |       |        | 13.4 | 2.1  |     |     | 3.1 | 2.4 | 13.4 |

## Vida personal
Su vida personal estuvo envuelta en problemas con la justicia, pasando tiempo en la cárcel por temas de drogas. También se le acusó de violación de una de las componentes de The Supremes, Florence Ballard en 1960. En 1972, tras una discusión en las calles de Detroit, murió de un disparo.